# 동일본 여객철도 253계 전동차
JR 동일본 253계 전동차(일본어: JR東日本253系電車)는 1991년 3월 19일에 영업 운행을 개시한 동일본 여객철도(JR 동일본)의 직류 특급형 전동차이다.

## 개요
나리타 국제공항을 운행하는 특급인 ‘나리타 익스프레스’의 전용 차량으로서 1991년 3월 19일에 운용을 개시하였다. 1990년부터 2002년에 걸쳐 도큐 차량 제조 및 긴키 차량에서 5차에 걸쳐 111량이 생산되었다.
1992년 철도 친우회 로렐상 수상, 제4회 브루넬상으로 근거리 열차 부문 최우수상을 수상했다. 차량의 디자인 개발은 GK 공업디자인이 담당했다
차체의 도장은 각각 ‘북극권의 흰색’, ‘성층권의 회색의 하늘’, ‘지평선에 빛나는 붉은 태양’, ‘끝없는 것 검은 우주’를 이미지로 하고 있다. 또한 측면 및 전면 관통문 부분에 항공기를 곁들인 마크와 ‘N'EX’의 로고가 배치되고 있다.
유리창은 프랑스에 본사가 있는 산호 밴사의 제품을 사용하고 있다.

## 편성·차종구성
1990년의 생산 당초에는 전편성이 3량편성(Tsc-M-M'c)을 짰지만, 일부의 편성에 중간차(M1-M'-T)를 짜넣어 6량 편성화되었다. 2002년의 증비차(5차차. 200번대)는 당초부터 6량 편성이다. 3량 편성으로 남은 것은 리뉴얼과 동시에 전실 1등차의 개방실을 보통차로 고쳤다.
|          |       | ←나리타 공항도쿄→           | ←나리타 공항도쿄→     | ←나리타 공항도쿄→         |
| 호차     | 호차  | 3 (6/9)                     | 2 (5/8)               | 1 (4/7)                   |
| -------- | ----- | --------------------------- | --------------------- | ------------------------- |
| 3량 편성 | 1차차 | Tsc 쿠로 253형 (0/100번대） | M 모하 253형 (0번대） | M'c 쿠모하 252형 (0번대） |

2009년 4월 시점에서 6량 편성과 3량 편성이 존재하며 편성은 아래 표대로이다. E259계의 투입전은 3령+3량, 3량+3량+3량, 3량+3량+6량 이라고 하는 편성으로 운행되고 있었지만 E259계의 투입 이후 6량 편성만의 운용이 되어 6량 단독 또는 6량+6량의 형태로 운행되고 있다.
좌측을 나리타 공항방향, 우측을 도쿄방향으로 한다.
|          |          | ←나리타 공항도쿄→           | ←나리타 공항도쿄→        | ←나리타 공항도쿄→         | ←나리타 공항도쿄→       | ←나리타 공항도쿄→       | ←나리타 공항도쿄→           |
| 호차     | 호차     | 6 (12)                      | 5 (11)                   | 4 (10)                    | 3 (9)                   | 2 (8)                   | 1 (7)                       |
| -------- | -------- | --------------------------- | ------------------------ | ------------------------- | ----------------------- | ----------------------- | --------------------------- |
| 6량 편성 | 1-4차차  | Tsc 쿠로 253형 (0/100번대） | M1 모하 253형 (100번대） | M' 모하 252형 (0번대）    | T 사하 253형 (0번대）   | M 모하 253형 (0번대）   | M'c 쿠모하 252형 (0번대）   |
| 6량 편성 | 5차차    | Tsc 쿠로 253형 (200번대）   | M1 모하 253형 (300번대） | M' 모하 252형 (200번대）  | T 사하 253형 (200번대） | M 모하 253형 (200번대） | M'c 쿠모하 252형 (200번대） |
| 호차     | 호차     | 6 (9)                       | 5 (8)                    | 4 (7)                     |                         |                         |                             |
| 3량 편성 | 3량 편성 | Thsc 쿠로하 253형 (0번대）  | M 모하 253형 (0번대）    | M'c 쿠모하 252형 (0번대） |                         |                         |                             |

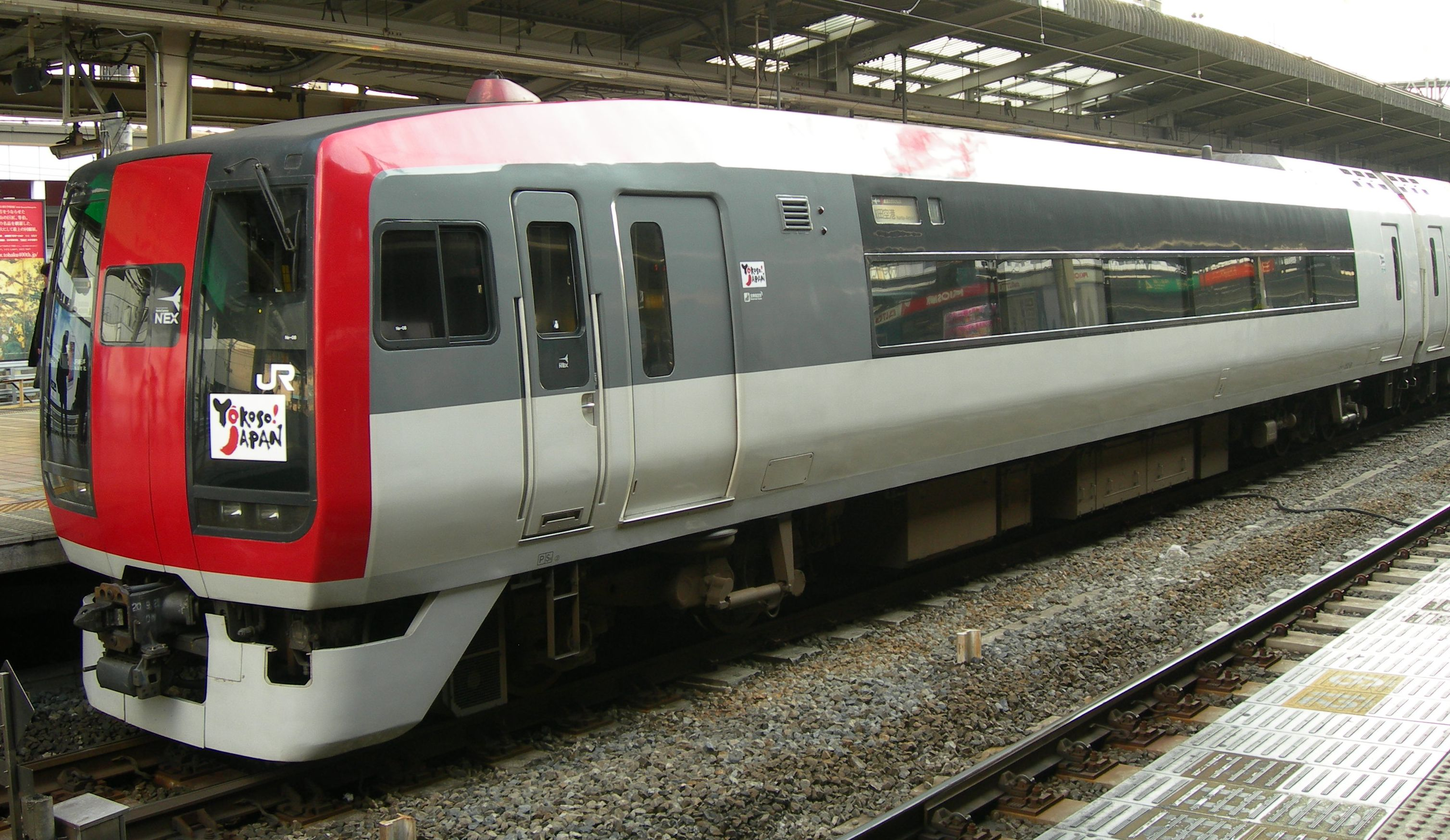
쿠모하 252형
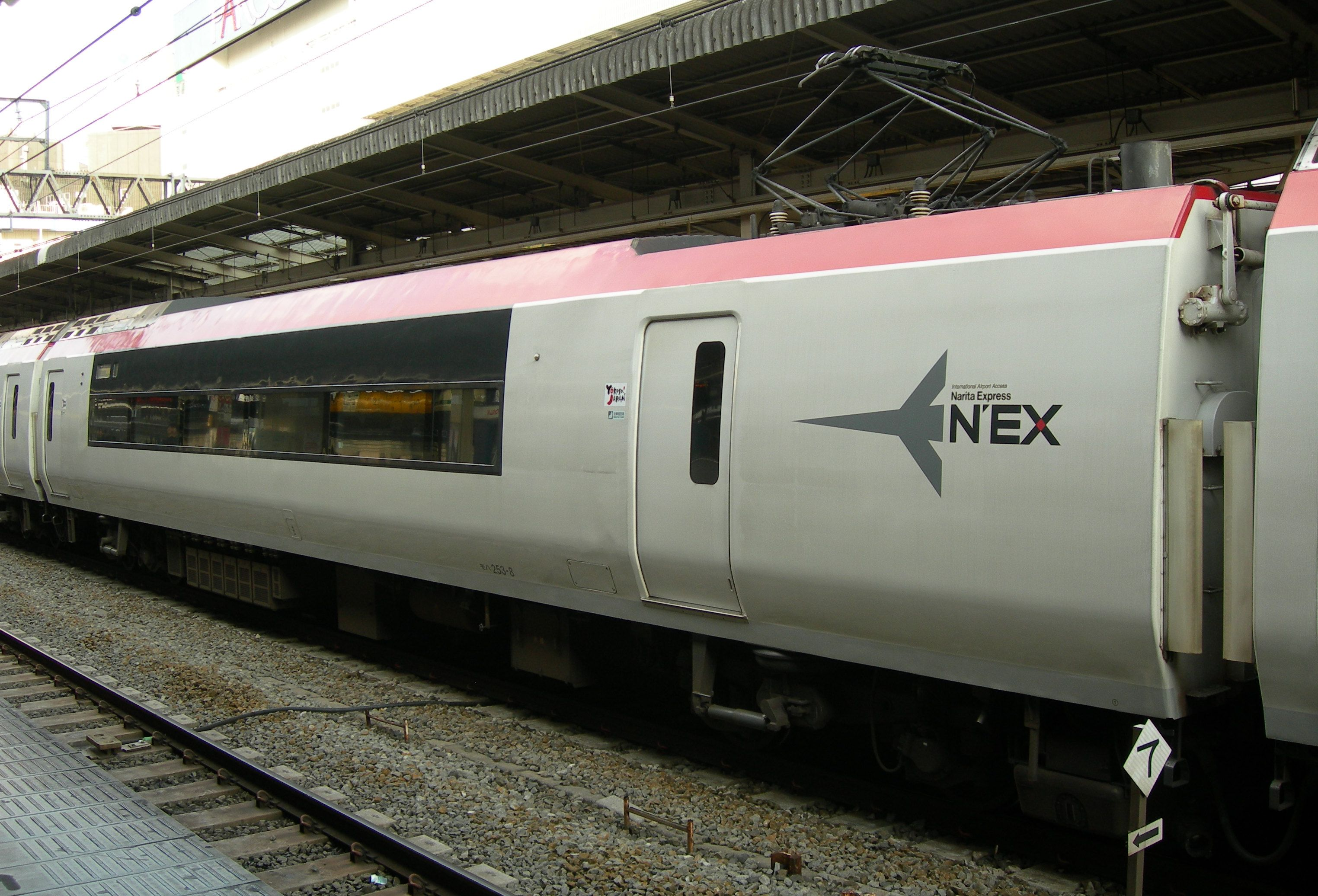
모하 253형
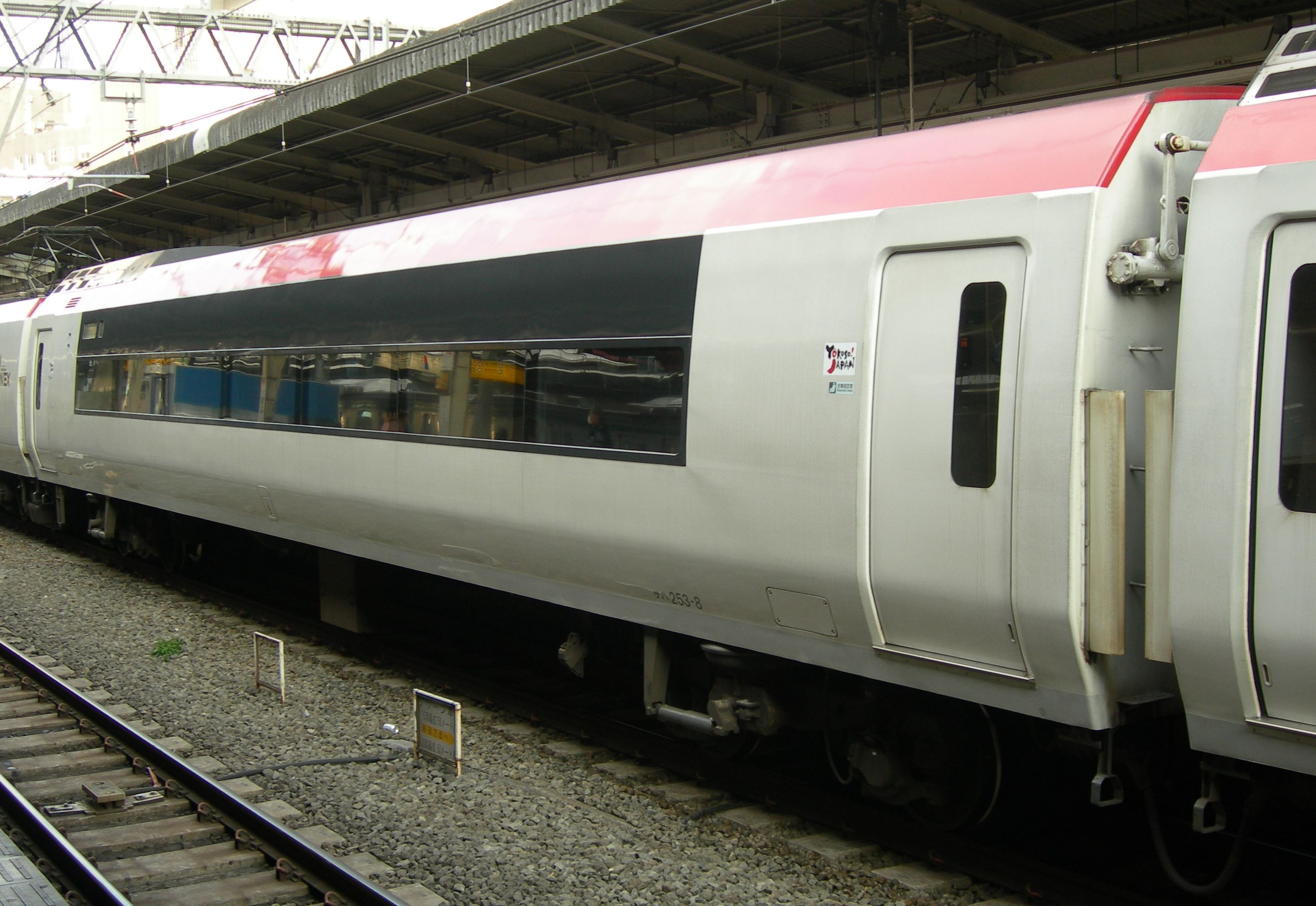
사하 253형
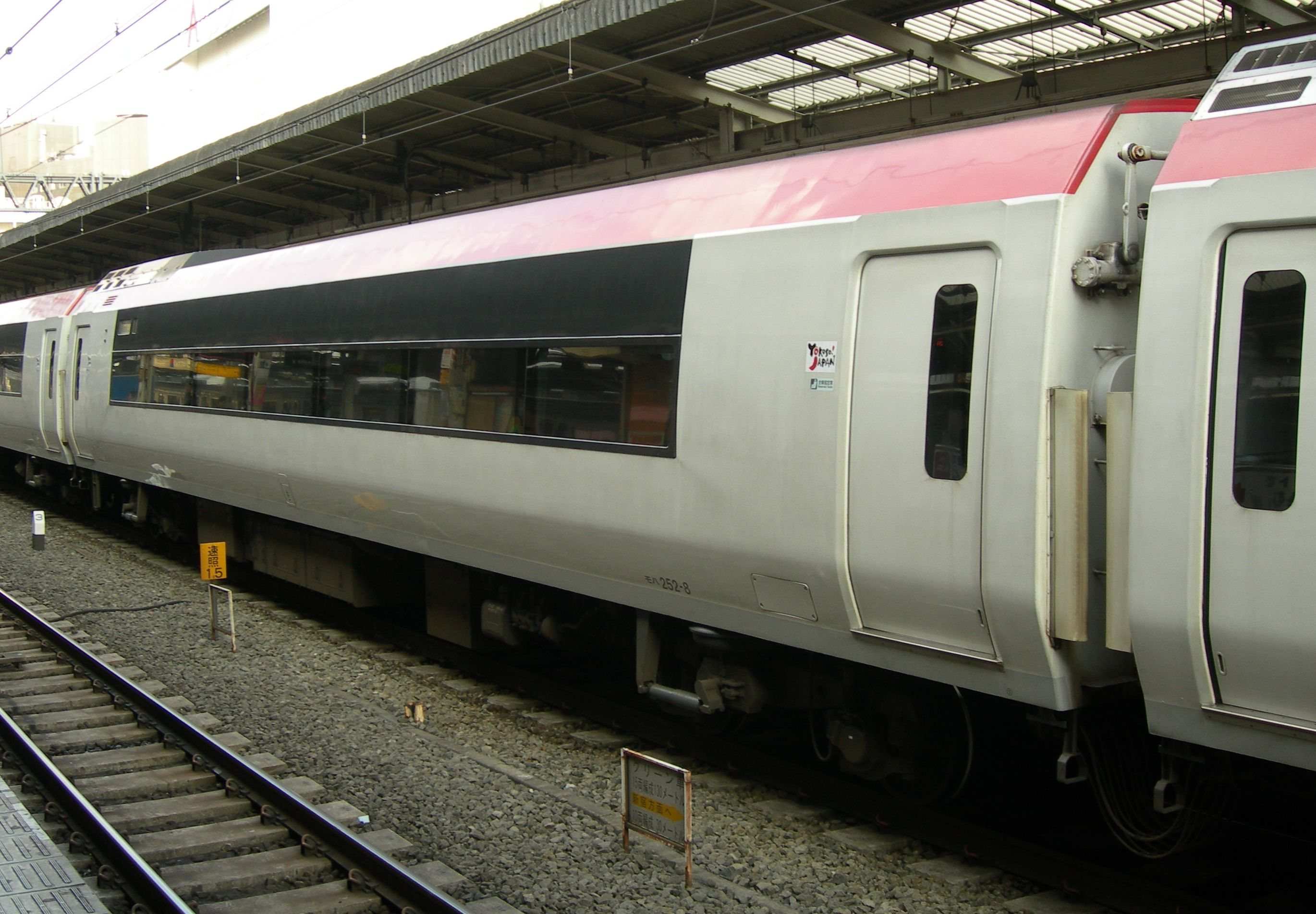
모하 252형

## 차체

### 구조
차체는 마루와 지붕에 스테인리스 강판을 사용한것 외에는 보통 강철제이다. 팬터그래프는 모하 253형의 지붕에 1기를 탑재하여 설치 부분을 저지붕 구조로 하는 것으로 꺾어 접힌 높이를 3,980mm로 억제해 건축한계 협소 터널이 존재하는 주오 본선으로의 연장운행도 가능하다. 호차번호는 운용상 고정되지 않기 때문에 막식 행선표시기 옆에 맥사인식의 호차번호 표시기가 장비되고 있다.
선두차(쿠로 253형·쿠모하 252형)에 대해서는, 시나가와 - 긴시쵸간의 지하선(도쿄 터널) 입선을 위해 전면 관통 구조로 계획되어 복수 편성을 연결했을 때 편성간의 관통로를 확보할 수 있도록 통로막도 접속된다. 여기는 통상 승무원 전용의 통로가 되고 있어 일반 여객이 여기를 지나다닐 수 없다. 도쿄역에서 신주쿠 방면의 열차와 요코하마 방면 열차의 연결·해방을 신속히 실시하기 위해 자동해결장치에 가세하여 자동 통로막장치(통로막의 분리·접속을 자동으로 실시하는 장치)를 탑재하고 있다. 또한 스커트에는 점퍼마개의 절결이 다른 한쪽에 있어 완성 손잡이는 처음에 절결에 커버를 장착하고 있었지만, 현재는 모두 철거되고 있다.
주행 장치는 251계를 기본으로 한 계자첨가 여자제어로 주전동기는 205계 이후의 표준품인 MT61(120kW/375V)를 사용하여 약계자율을 30%까지 사용하는 것에 의해 고속 성능을 높이고 있다. 기어비는 1:4.82이다. 대차는 볼스터리스 식 DT56B/TR241로, 요댐퍼(사행동 방지 댐퍼), 축용수철 댐퍼의 채용에 의해 승차감의 개선을 도모하고 있다.
제동 장치는 회생 제동 병용 전기지령식 공기 제동을 채용하여 축단위의 활주 재점착 제어를 실시하는 것으로 최고 운행속도 130km/h를 실현하고 있다. 그 외에 직통 예비제동, 억속 회생제동, 내설 제동을 탑재했다.

## 번대 구분

### 1차차(0번대)
1990년에 쿠로 253형(Tsc) - 모하 253형(M) - 쿠모하 252형(M'c)의 3량 편성을 기본으로 하여 쿠로 253형은 0번대를 붙인 편성이 11개(NE01 - 11편성), 100번대를 붙인 편성이 10개(NE101 - 110편성)의 합계 21개 63량이 제조되어 오후나 전차구(현·가마쿠라 차량센터)에 배치되었다.
1등차(쿠로 253형)는 앞부분의 컴파트먼트(개인실·정원 4명)와 후부에 개방식 그린실(정원 20명)의 2실로 구분되어 있다. 개방식 그린실에 대해서는 1명 좌석을 2열에 설치한 0번대, 2명 좌석과 1명 좌석을 창가에 설치한 100번대의 2종이 준비되었다. 0번대의 좌석은 외측으로 30도 향하여 고정할 수 있어 좌석 간격은 1,090mm(100번대는 1,340mm)이다.
보통차의 좌석에 대해서는 편소유식의 2인용 비리클라이닝 좌석을 서로 마주 보게 한에 고정한 박스식 크로스시트(좌석 간격 2,040mm)로 계획되었다. 이것은 휴대 수하물이 많은 공항 이용객을 배려해 좌석아래나 키 사이의 부분에 짐을 둘 수 있는 공간을 확보하기 때문이다. 객석내의 짐 선반은 여객기와 같게 뚜껑을 마련한 형태(하트락식)가 되어 있다.
또한 승객이 휴대하는 대형 수하물(슈트 케이스등)을 두는 것이 가능한 선반이 각 차량의 차량 단부에 설치되어 있다. 모하 253형의 나리타 공항방면 데크에는 JR 인포메이션 라인(JR 동일본의 영어〈후에 한국어·중국어도 추가〉에 의한 전화 안내) 전용 전화가 있다.
개방 객실은 전좌석 금연으로 했기 때문에 데크에 재떨이를 마련해 흡연 코너로 했다. 그 후 데크·개인실도 금연으로 바뀌었다.

### 2 - 4차차(0번대 증비차)
‘나리타 익스프레스’의 호평을 받고 기본 편성을 6량으로 증결하기 위한 증비차로 모하 253형 100번대(M1) - 모하 252형(M') - 사하 253형(T)의 중간차 3량이 1992년에 6편성, 1994년에 4편성, 1996년에 2편성 의 합계 12개(36량)가 제조되어 NE01 - 11편성 및 NE101편성에 조성되었다.
객실 내장은 좌석에 대해 1차차의 보통석과 같게 신조시에는 박스식 크로스시트로 계획되었지만, 좌석면의 색이 적과 황색의 투톤으로부터 흑1색이 되었다. 카펫의 소재는 컷 파일에서 루프 파일로, 색조는 다크 그레이로 변경되어 짐 선반의 도료도 윤지우기에서 반염으로 변경되었다. 또한 모하 253형 100번대의 전화는 일반의 차내 공중전화가 되었다. 게다가 지붕재가 1차차의 스테인리스 강판에서 내후성 강판으로 변경되어 비드 프레스 마무리가 없어져 평평한 표면으로 계획되거나 신선한 외부 공기 도입구를 공조 장치 본체에서 차체 측면 견부로 옮기는 등 외관에도 약간의 변화를 볼 수 있다.
이러한 증비로 ‘나리타 익스프레스’는 3량 편성과 6량 편성의 편성으로 최대 12량 편성으로 운행되게 되었다.

### 5차차(200번대)
2002년 FIFA 월드컵 개최에 수반한 수송력 증강을 위해 신조된 차량으로 6량 편성 2개(합계 12량. NE201,202편성)이 생산되었다. 이 그룹은 대차나 차내 설비의 변경으로 인해 200번대(M1차는 300번대)로 구분되어 있다.
요즘에는 전동차의 제어 시스템으로 VVVF 인버터 제어가 이미 일반화하고 있었지만, 종래차와 공통으로 운용하는 관계상 제어 방식은 계자첨가 여자제어가 답습되었다. 이것은 주오·소부 완행선에서 운용하고 있던 205계를 무사시노 선으로 전용할 때 VVVF 인버터 제어로 개조하여 염출된 주전동기, 주제어기, 여자장치, 단류기, 유도 분류기를 재활용했다. 대차는 축 대들보식의 DT69/TR254, 행선 표시기는 종래의 막식에서 LED식으로 변경되고 있다.
내장 관계는 발본적으로 재검토를 했다. 전반적으로는 베리어프리에 배려하여 좌석에 다루어의 설치나 도어 차임의 설치, 출입문에는 프로텍터를 겸한 난간을 증설하고 있다.
그린차 컴파트먼트는 존치 되었지만, 개방실에 대해서는 좌석 간격은 1,090mm인 채로 좌석을 2+1 배열(양단은 1+1)로 변경하여 개방실의 정원은 28명이 되었다. 수하물 선반에 대해서는 승객의 사용성이나 점검성을 고려하여 개방형으로 하였으며 거기에 따라 형광등 커버의 형상을 변경했다.
보통차에 대해서는 종래의 고정식 크로스시트에서 2열의 회전식 리클라이닝 시트로 변경했다. 이 때문에 좌석 부근의 수하물 수용 공간은 적게 되었다. 수하물 선반, 형광등 커버 형상의 변경에 대해서는 그린차와 같다. 세면소는 설치 방향에 사용성에 배려하여 그린차같은 방향으로 변경하여 커튼을 추가했다.

### 1000번대
특급 닛코, 특급 타니가와, 임시특급 하치오지 닛코열차로 그린차를 개조해 전차량 일반실화했고 토부 연락특급으로서의 역할을 해주고 있다.
253계 1000번대 경우에는 253계 0번대와 다르게 전두부에 관통문이 존재하지 않는다.

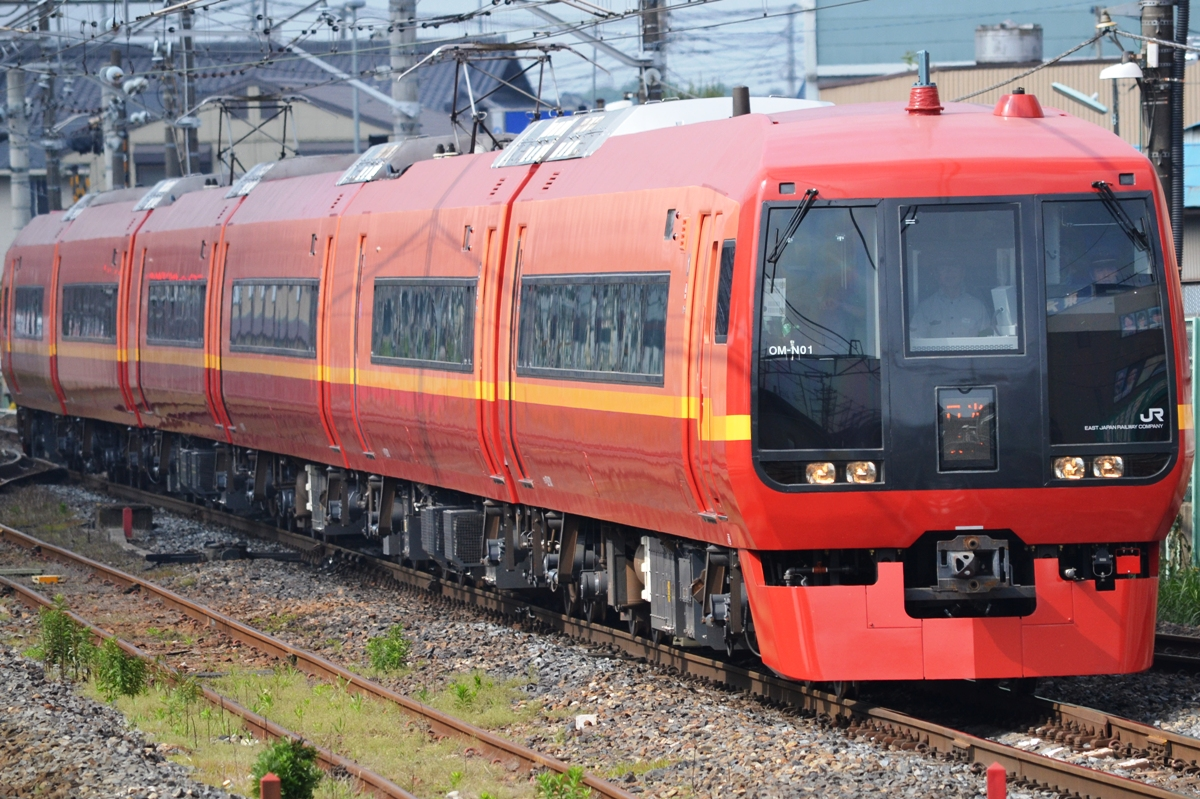
253계 1000번대 '닛코'1호(2011년 6월 4일)

## 기존 차량의 갱신과 개조
5차차(200번대)의 등장에 수반하여 기존 차량 내장을 중심으로 한 갱신과 개조가 개시되었다.
2002년부터 2003년에 걸쳐 그린차(쿠로 253형)에 대해 개조가 실시되었다. 6량 편성에 조성되고 있는 쿠로 253-1 - 11, 101(12량)에 대해서는 종래의 좌석을 철거하고 5차차와 동일 사양의 좌석으로 교체하여 정원이 8명 증가했다.
3량 편성에 조성되고 있는 쿠로 253형(9량. 102 - 110)에 대해서는 그린석의 수요감소와 보통석의 정원 증가 때문에 개방식 그린실을 보통실로 변경해하여 쿠로하 253형(1 - 9)으로 형식 변경을 실시했다. 좌석은 5차차와 동일한 회전식 리클라이닝 시트로 변경되어 보통실의 정원은 40명이 되었다. 수하물 선반도 하트락식에서 개방식으로 변경되어 깊이를 많이 취할 필요가 없어지고 행선 표시기가 막식에서 보다 엷은 틀의 LED식으로 교환되고 있다.
보통차에 대해서도 2003년부터 2004년에 걸쳐 박스 시트를 TGV 등 유럽의 우등 열차나 개조전의 게이큐 2000형 등과 같은 마주보는 식의 좌석 배열로 변경했다. 2009년 현재 JR이 보유하는 특급형 차량에서는 유일한 마주보는 식 좌석의 차량이 되고 있다.

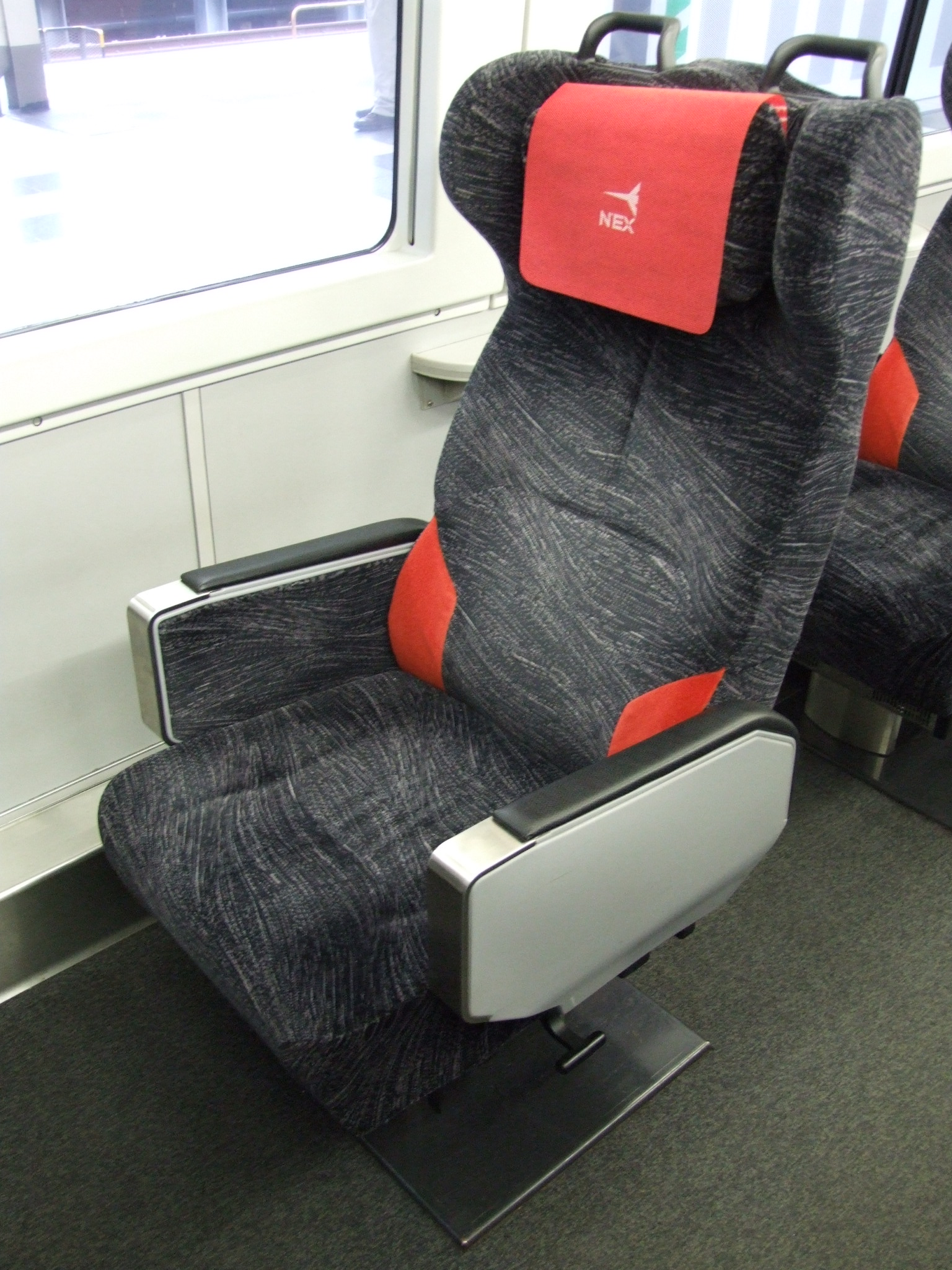
그린석 1인용(개조 후）
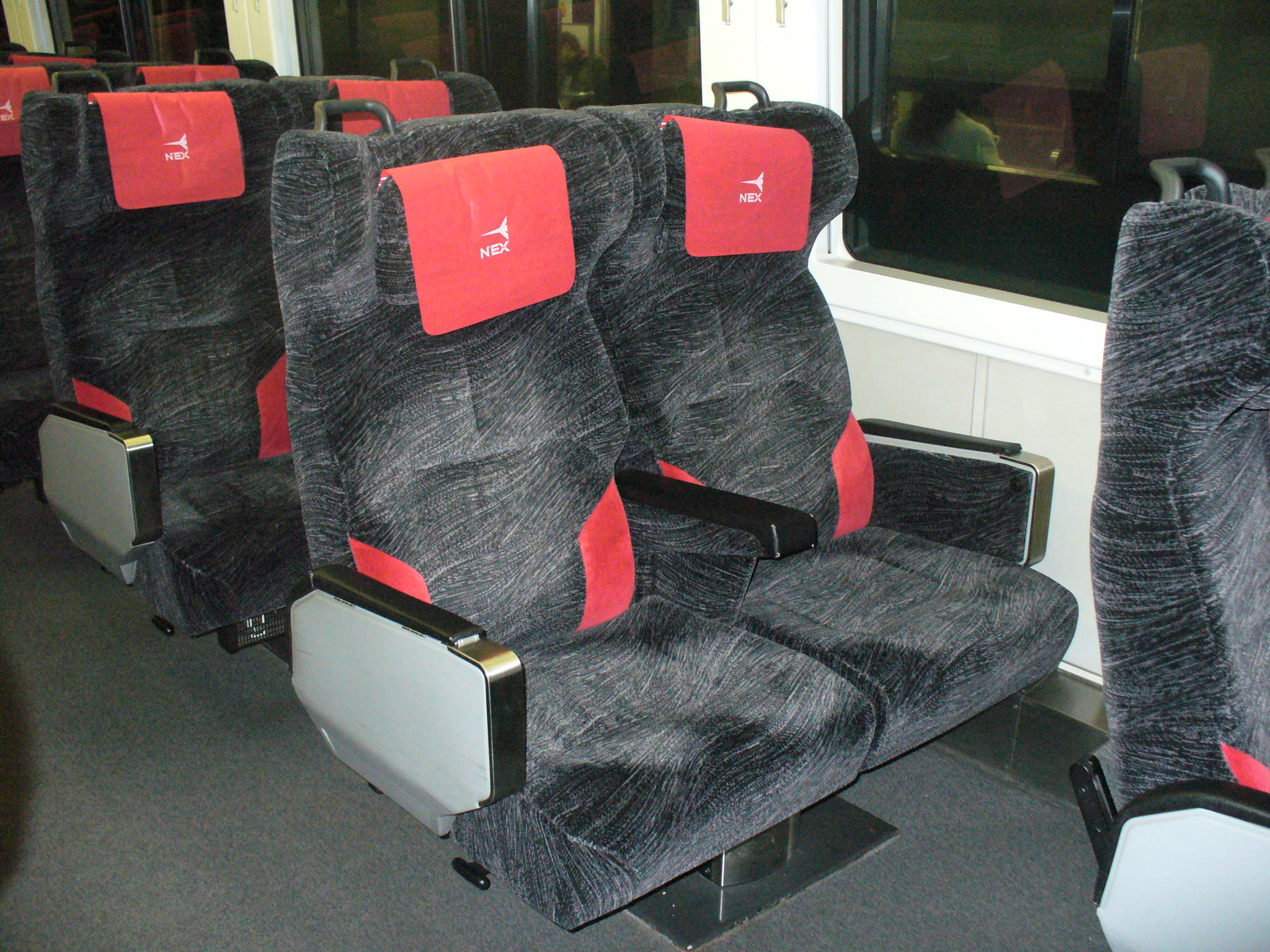
그린석 2인용(개조 후）
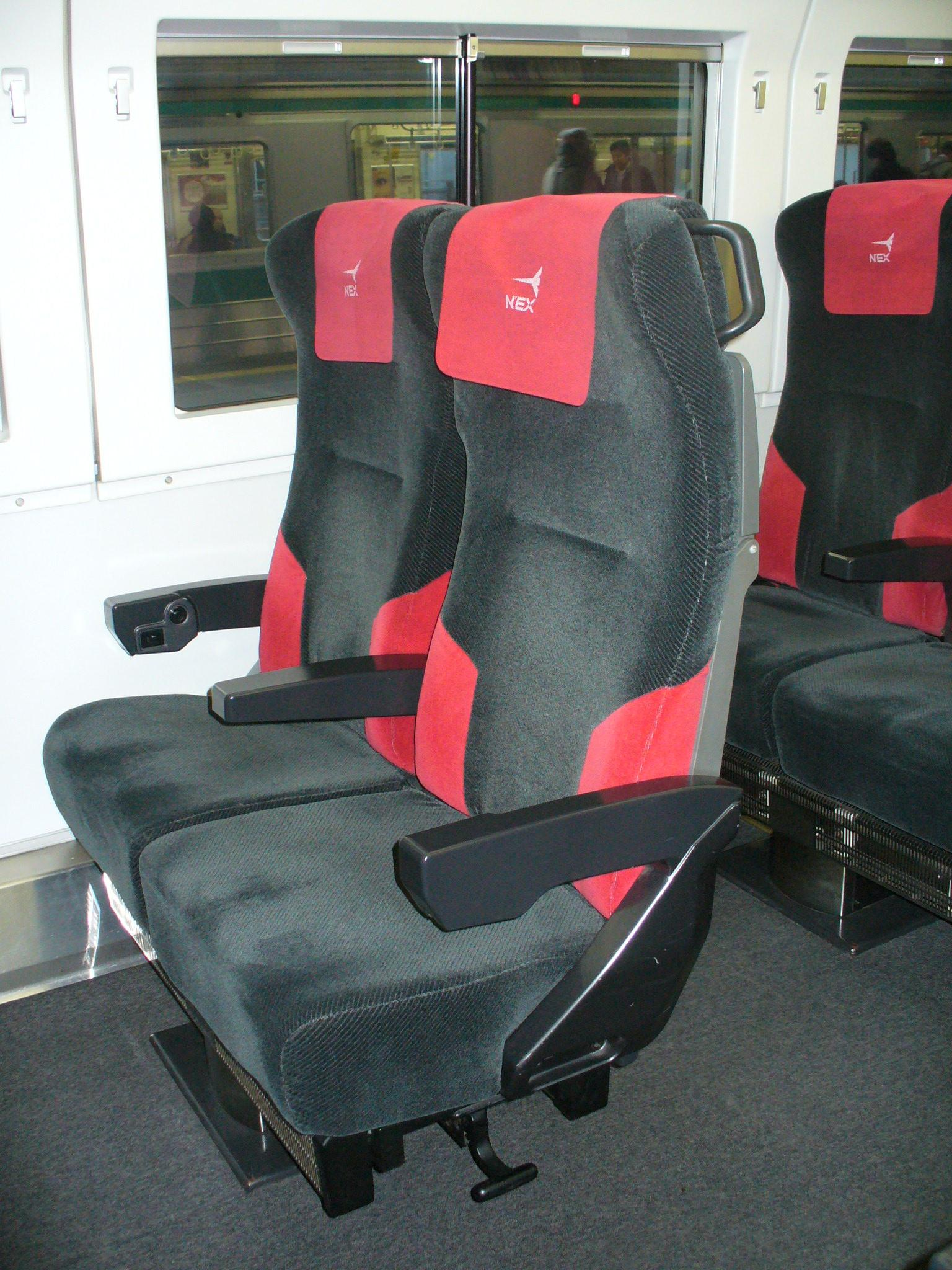
보통석(5차차) (회전식 리클라이닝 시트）
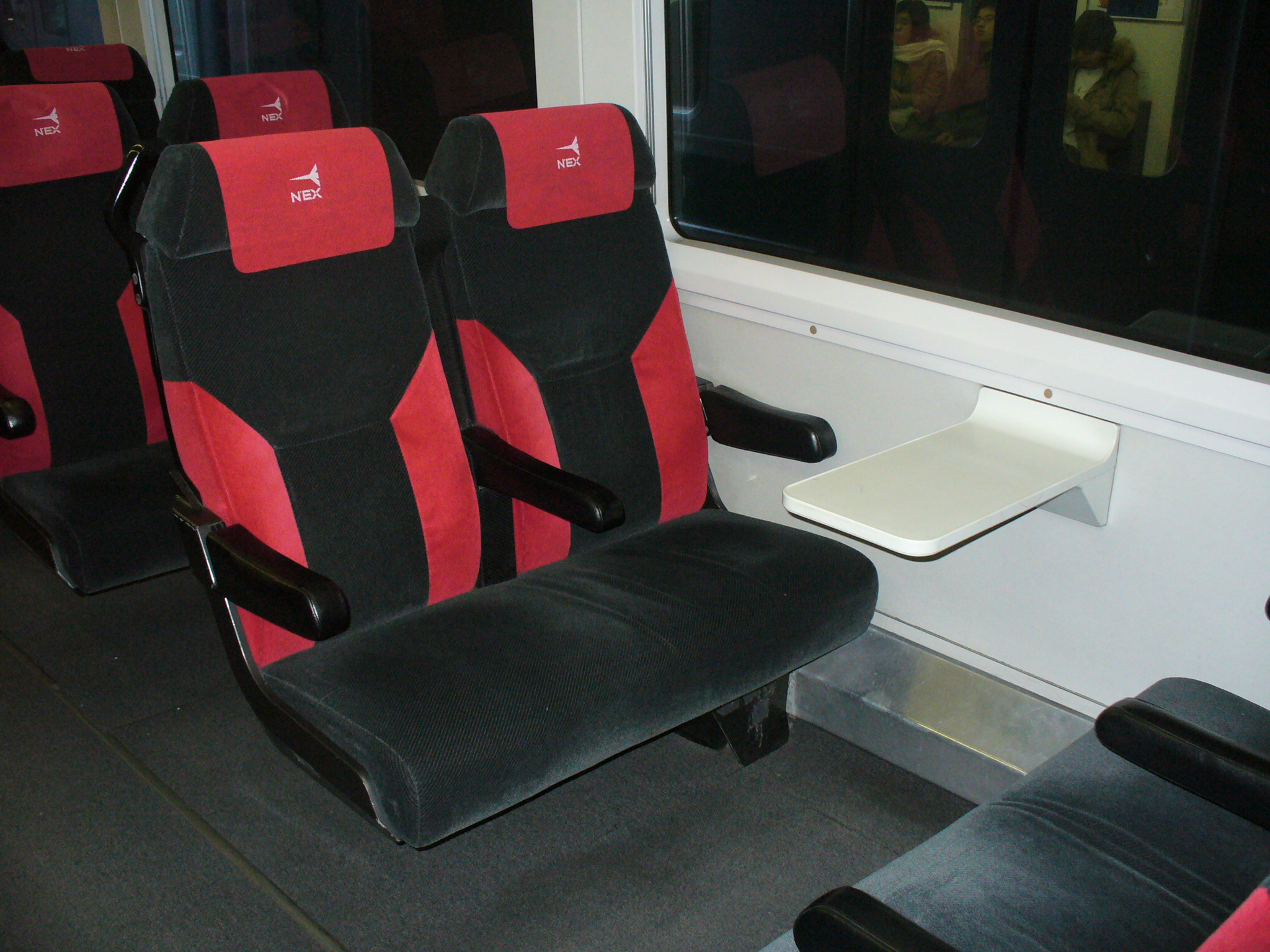
보통석(4차차 이전) (마주보는 좌석）

## 임시 열차
기본적으로는 특급 '나리타 익스프레스'전용이지만, 2003년 1월 1일에는 나리타산 신쇼지로의 첫 참배 특급 열차로 이케부쿠로 - 나리타간을 운행했던 적이 있다. 그 후에도 몇 번이나 1월 1일마다 나리타산 신쇼지로의 첫 참배 특급 열차에 충당되고 있다. 또한 2007년 7월에는 도카이도 본선 요코하마 - 고즈간 개업 120주년의 기념 열차로 요코스카선 오후나 - 요코스카간을 단체 열차로 주행했다.
덧붙여 영업 운전 개시전에는 시운전으로 사이쿄 선 등을 주행했던 적이 있다.

## 운행 종료 및 폐차

### 나리타 익스프레스 운행 종료
2009년 10월 1일 이후 '나리타 익스프레스'용의 신형 차량인 E259계가 차례차례 투입되었다. 같은 시점에서 3량으로 운행하는 일이 없어져 '나리타 익스프레스'는 열차 전체가 6량 또는 12량 편성으로 운행하게 되었다. 2010년 6월 30일부로 253계는 '나리타 익스프레스' 운행을 종료하였으며 7월 1일부터 E259계로 완전 교체되었다.
2010년 7월 17일에 last-run을 실시했다.

### 운행 종료 후 처리
2009년 9월 30일에 운행을 마친 3량 편성 열차 중 6편성은 나가노 종합 차량센터로 옮겨졌으며, 3편성 9량은 폐차 처리되었다. 나머지 차량에 대한 문제는 2010년 4월에도 결정된 사항이 없으며 다른 특급형 차량의 대체 계획도 없어서 폐차의 가능성을 열어두었지만, 2010년 6월에 3량으로 편성된 차량 2편을 나가노 전철(長野電鉄)에 양도한 사실이 발표되었다.  나가노 전철은 1인 승무 개조를 포함한 여러 가지 개조 작업을 거쳐 2011년부터 나가노 선의 특급 열차 2100계로 운용되고 있다.。
6량편성 일부는 여러 가지 개조해서 1000번대로 개조 189계 대채차량으로 급부상하고 있다.

## 사진

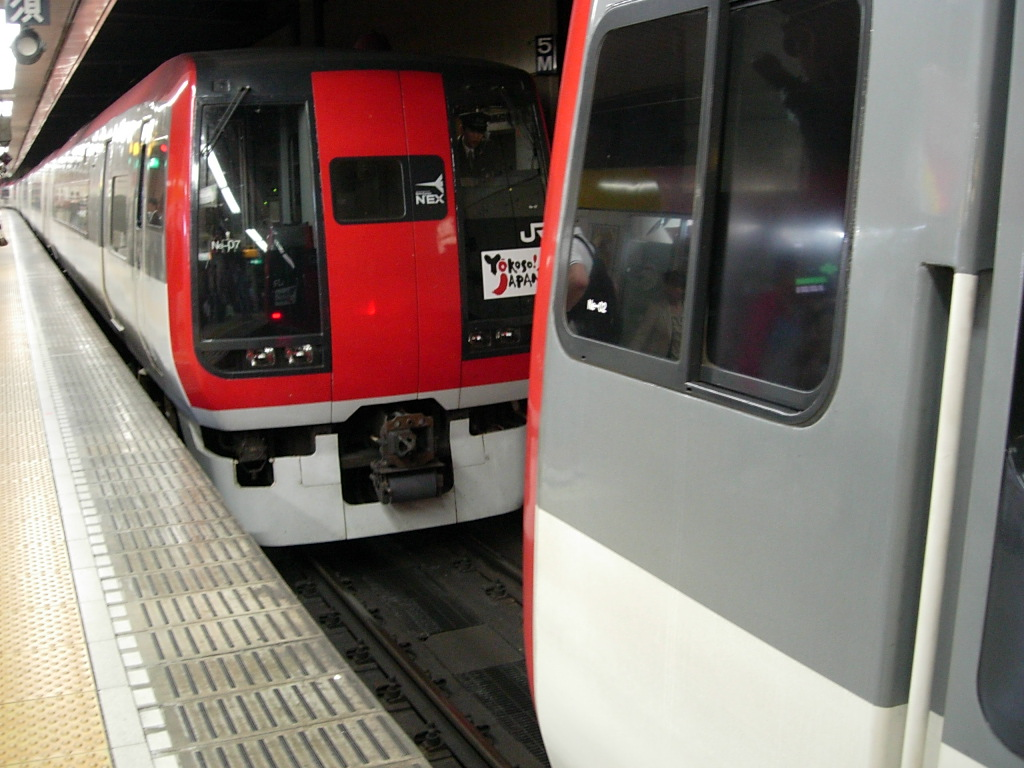
도쿄역에서 상호 연결되기 직전의 253계 전동차